# Вигура, Ян Иосифович
Ян Иосифович Вигура (Казимеш) (pl. Jan Wigura, (15 января 1880 — 10 августа 1937, Островец) — польский юрист, депутат Государственной думы I созыва от Радомской губернии.

## Биография
Родился в семье польских интеллигентов в 1880 году (один из самых молодых депутатов государственной Думы 1-го созыва). По вероисповеданию католик.  Учился в Келецкой и Варшавской гимназиях. Уже гимназистом был связан с национальным движением. В 1903 году окончил юридический факультет Варшавского университета со званием кандидата прав. В университете вступил в национал-демократическую молодёжную организацию «Зет». Переехал в Радом. Помощник присяжного поверенного. В 1905 году стал членом Национальной лиги, активно участвовал в работе Национального рабочего союза, Союза ремесленной молодёжи имени Я. Килинского, Национальной организации женщин, Польской школы «Матица» («Отчизна»), Национальной организации «Освята» («Просвещение») и других организаций, действовавших под эгидой Лиги. В 1905—1906 года возглавлял и руководил политическими акциями Национального рабочего союза в Радомской и Келецкой губерниях, ставившими цель полонизацию школы, гминного управления и судопроизводства. Член Национально-демократической партии.
20 апреля 1906 избран в Государственную думу I созыва от общего состава выборщиков Радомского губернского избирательного собрания. Входил в Польское коло. Подписал заявление 27 членов Государственной думы от Царства Польского об отношении его с Российской империей по прежнему законодательству и по Основным законам 23 апреля 1906. 9 июня 1906 выступил в Думе по одному из вопросов, внесённых Польским коло. После роспуска Думы активно занимался политикой. Участвовал в избирательной кампании по выборам в Государственную думу II созыва, но не прошёл в её состав. Во время выборов в 3-ю Государственную думу состоял выборщиком от городской курии Радома. Руководил тайными организациями Национального рабочего союза в Радоме. В 1909 и 1910 за свою противоправительственную деятельность был дважды  арестован и подвергнут тюремному заключению. В 1911 вышел из рядов Национальной лиги из-за несогласия с её примиренческой политикой в отношении Российской империи. Участвовал в выборах в 4-ю Государственную думу, но не прошёл.
С началом Первой мировой войны вступил в комиссариат Войска польского в Кельцах, позднее находился в рядах Польских легионов. Комиссар в 1-м полку пехоты легионеров. В организации движения за независимость сотрудничал  в Радоме с Мечиславом Норвид-Неугебауэром, который был одним из лидеров движения в этом городе. Во время оккупации Царства Польского оставался в крае. В 1916 избран в состав городского совета Радома. После обретения Польшей независимости занимался юридической практикой. До майского переворота 1926 года организовывал движение сторонников Пилсудского в Радоме. Постепенно, начиная с 1928 года, критическое отношение Вигуры к санации усиливалось, в конце концов это привело его к разрыву с Беспартийным Блоком Сотрудничества с Правительством.

## Награды
- 1928 — Орден Возрождения Польши[какой?].
- 1937 — Крест Независимости.